# Polizeiruf 110: Big Band Time
Big Band Time ist ein deutscher Kriminalfilm von Wolfgang Hübner aus dem Jahr 1991. Der Fernsehfilm erschien als 147. Folge der Filmreihe Polizeiruf 110.

## Handlung
Nach verschiedenen Konzerten mit ihrer Big Band treten Saxofonist Anton Lasch, Band-Leader Bosowski und der Gitarrist der Band ihr Engagement auf dem Kreuzfahrtschiff Arkona an. Sie spielen zum Tee und zum Kreuzfahrtfasching und vor allem der lockenköpfige Anton, der sich Antonio nennt, wird von den Frauen umschwärmt. Besonders Nixe Walter, die frustrierte Ehefrau von Klempnermeister Walter, würde Anton gern verführen. Der jedoch reagiert immer kühl und besonnen. Seine Gedanken gehen in ruhigen Minuten stets weit in die Kindheit zurück. Sein Vater Otto war Pianist und wurde während des Zweiten Weltkriegs eingezogen und an die Front versetzt. Seine Mutter Maria weckte in Anton in der Zeit ohne Vater die Liebe zum Saxofonspielen. Im Januar 1945 entdeckte Anton beim Asche-Entsorgen einen ihm fremden Mann im Aschecontainer. Es handelte sich um seinen Vater Otto, der fahnenflüchtig geworden war. Ein Nachbar, der die Familie früher fotografiert hatte, sah, wie Maria Otto in die Wohnung holte. Der Nachbar Keller war Wehrmachtsfahnder und meldete den Vorfall. Otto wurde verhaftet und als Deserteur erschossen. Maria wurde in ein KZ deportiert, wo sie ebenfalls kurz vor Kriegsende umkam. Anton wuchs nach Kriegsende in einem Waisenhaus auf. Er schwor sich, den Verräter seiner Eltern umzubringen, sollte er ihn je finden.
An Bord bemerken die anderen beiden Bandmitglieder beim Probealarm, dass Anton unaufmerksam ist. Ein Passagier scheint ihm bekannt zu sein. Eines Morgens liegt Anton tot in seiner Kabine. Hauptkommissar Peter Fuchs wird mit einem K-Techniker und einem Gerichtsmediziner zur Arkona geflogen. Die Untersuchungen ergeben, dass Anton erwürgt wurde. Es fehlt ein Foto, das ihn mit seinen Eltern zeigt, sowie ein zweites Bild, auf dem er mit seiner Mutter zu sehen ist. Unter Antons Fingernägeln fanden sich Faserreste, in seinem Haar Nagellackspuren. Beide Spuren erweisen sich jedoch als falsch. Frau Schmidt, die mit ihrem Mann ihre Silberhochzeit an Bord feiert, findet in den Sachen ihres Gatten eines der beiden Fotos aus Antons Besitz. Herr Schmidt gesteht seiner Frau, jener Herr Keller zu sein, der damals Antons Eltern verraten habe. Auf der Fotorückseite war sein Vermerk samt Unterschrift von damals zu sehen, daher habe er sie an sich genommen. Anton hatte Herrn Schmidt alias Keller wiedererkannt. Es kam an Deck und später in Antons Kabine zu einem Streit, in dessen Folge Schmidt Anton ermordete. Herr Schmidt wiederholt sein Geständnis vor den Ermittlern und wird verhaftet. Frau Schmidt bleibt mit der Frage zurück, wen sie damals geheiratet und all die Jahre geliebt hat – Herrn Schmidt oder Herrn Keller.

## Produktion
Big Band Time wurde vom 1. September bis 31. Oktober 1990 in Berlin, Rostock sowie auf dem Fährschiff Finnjet gedreht. Die Kostüme des Films schuf Ute Rossberg, die Filmbauten stammen von Gerhard Kulosa. Der Film erlebte am 31. März 1991 im DFF seine Premiere. Die Zuschauerbeteiligung lag bei 10 Prozent.
Der Film entstand mit Unterstützung der Reederei Silja Line und der Besatzung des Fährschiffs Finnjet. Ursprünglich sollte für die Aufnahmen an Bord des Schiffes die Personenfähre Rügen (auf der Fahrt nach Trelleborg) dienen. Das Passagierschiff Arkona wurde lediglich für die Total-Aufnahmen genutzt.
Es war die 147. Folge der Filmreihe Polizeiruf 110. Hauptkommissar Peter Fuchs ermittelte in seinem 84. Fall.